# 中国人民解放军战略支援部队纪律检查委员会
中国共产党中国人民解放军战略支援部队纪律检查委员会，与中国人民解放军战略支援部队监察委员会合署办公，简称战略支援部队纪委监委，是中国人民解放军战略支援部队机关职能部门，负责中国人民解放军战略支援部队纪检监察工作。

## 沿革
2015年12月，在深化国防和军队改革中，组建中国人民解放军战略支援部队。中国人民解放军战略支援部队设中国人民解放军战略支援部队纪律检查委员会。首任书记由中国人民解放军战略支援部队副政治委员吕建成兼任。
2018年3月，第十三届全国人民代表大会第一次会议通过《中华人民共和国监察法》，正式设立各级国家监察机关。《监察法》第六十八条规定：“中国人民解放军和中国人民武装警察部队开展监察工作，由中央军事委员会根据本法制定具体规定。”改革后，解放军战略支援部队机关设中国人民解放军战略支援部队纪律检查委员会（中国人民解放军战略支援部队监察委员会），战略支援部队纪委监委合署办公。”

## 机构设置
- 纪律检查局

……

## 历任领导
| 中国人民解放军战略支援部队纪律检查委员会书记 1. 吕建成 中将（2016年—2018年3月） | 中国人民解放军战略支援部队纪律检查委员会副书记 |

| 中国人民解放军战略支援部队纪律检查委员会书记（监察委员会主任） 1. 吕建成 中将（2018年3月—2019年） 2. 杨笑祥 中将（2019年12月—） | 中国人民解放军战略支援部队纪律检查委员会副书记（监察委员会副主任） |